# サンドラ・ピエラントッチ
サンドラ・ピエラントッチ（1953年8月9日 - ）は、パラオ共和国の元副大統領である。2004年11月の選挙で対立候補のカムセク・チンに選挙で敗退した。得票率は28.9％であった。
| 先代 トミー・レメンゲサウ | パラオ共和国副大統領 2001 - 2005 | 次代 カムセク・チン |